# Projekt 1155 Fregat
Projekt 1155 Fregat (jinak též třída Udaloj) je třída raketových torpédoborců sovětského námořnictva z doby studené války. Vyvinuty byly především jako protiponorková plavidla s dlouhým dosahem, vhodná pro doprovod sovětských hladinových uskupení. Celkem bylo postaveno 12 jednotek základního modelu a jedna modernizované verze Projekt 1155.1 Fregat II (či Udaloj II). Další dva torpédoborce nebyly po rozpadu SSSR dokončeny.

## Stavba
Mezi lety 1980–1991 bylo postaveno 12 jednotek této třídy, přičemž v roce 1999 do služby vstoupila třináctá jednotka Admiral Čabaněnko, postavená ve vylepšené verzi Udaloj II. Další dvě rozestavěná plavidla byla sešrotována. Admiral Čabaněnko byl původně stavěn pro pohraniční vojska KGB, převzalo jej však ruské námořnictvo.
Jednotky projektu 1155:
| Jméno                                                      | Verze  | Založení kýlu | Spuštěna          | Vstup do služby   | Status                                                                  |
| ---------------------------------------------------------- | ------ | ------------- | ----------------- | ----------------- | ----------------------------------------------------------------------- |
| Udaloj                                                     | 1155   | 1977          | 5. února 1980     | 31. prosince 1980 | Vyřazena 16. srpna 1997.                                                |
| Viceadmiral Kulakov                                        | 1155   | 1977          | 16. května 1980   | 10. ledna 1982    | Aktivní.                                                                |
| Maršal Vasilevskij                                         | 1155   | 1979          | 30. prosince 1981 | 8. prosince 1983  | Vyřazena 10. února 2007.                                                |
| Admiral Spiridonov                                         | 1155   | 1982          | 28. srpna 1984    | 4. března 1985    | Vyřazena 20. července 2001.                                             |
| Admiral Tribuc                                             | 1155   | 1980          | 26. března 1983   | 30. prosince 1985 | Aktivní.                                                                |
| Admiral Zacharov                                           | 1155   | 1981          | 4. listopadu 1982 | 18. ledna 1984    | Roku 1992 těžce poškozen požárem, neopraven, vyřazena 5. července 1994. |
| Maršál Šapošnikov                                          | 1155   | 1983          | 27. prosince 1984 | 30. prosince 1985 | Modernizována na projekt 1155M, aktivní.                                |
| Severomorsk (ex Simferopol, Maršál Žukov, Maršál Buďonnyj) | 1155   | 1984          | 29. prosince 1985 | 30. prosince 1987 | Aktivní.                                                                |
| Admiral Levčenko (ex Chabarovsk)                           | 1155   | 1982          | 21. února 1985    | 30. září 1988     | Plánována modernizace na projekt 1155M. Aktivní.                        |
| Admiral Vinogradov                                         | 1155   | 1986          | 4. července 1987  | 30. prosince 1988 | Plánována modernizace na projekt 1155M. Aktivní.                        |
| Admiral Charlamov                                          | 1155   | 1986          | 29. července 1988 | 30. prosince 1989 | Vyřazena 1. prosince 2020.                                              |
| Admiral Pantělejev                                         | 1155   | 1988          | 7. února 1990     | 19. prosince 1991 | Aktivní.                                                                |
| Admiral Čabaněnko                                          | 1155.1 | 1989          | 16. června 1994   | 28. ledna 1999    | Od roku 2014 podstupuje opravy a modernizace.                           |
| Admiral Bašistij                                           | 1155.1 | 1991          |                   |                   | Sešrotován 1994.                                                        |
| Admiral Kucherov                                           | 1155.1 | 1991          |                   |                   | Sešrotován 1993.                                                        |

## Konstrukce

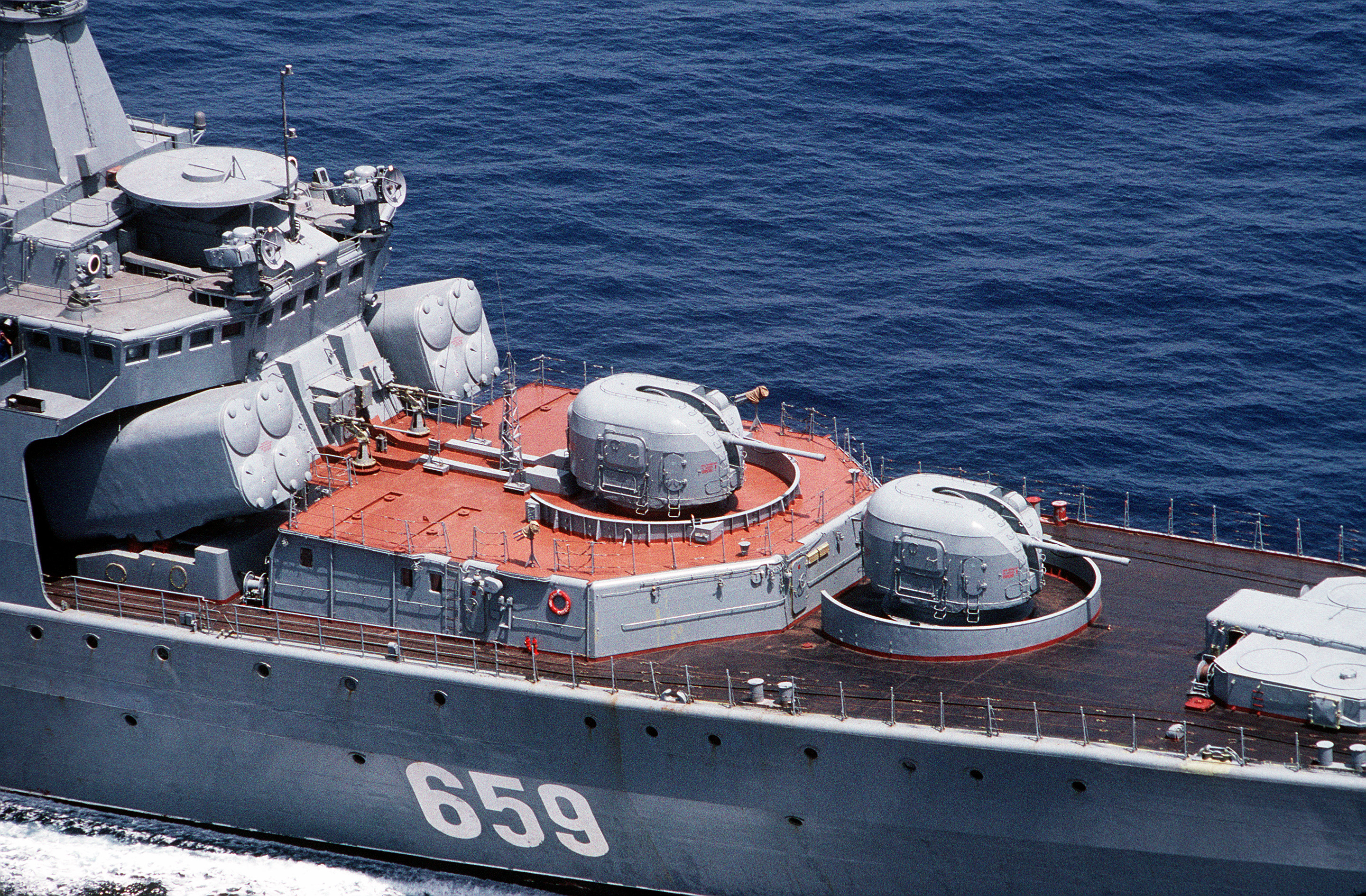
Detail torpédoborce Viceadmiral Kulakov

Admiral Čabaněnko

### Projekt 1155
Konstrukce třídy Udaloj navazovala na protiponorkové fregaty třídy Krivak, jejichž základní nedostatky u nich byly napraveny. Hlavňovou výzbroj představují dva 100mm kanóny AK-100 v jednohlavňových věžích na přídi a čtyři systémy blízké obrany AK-630 s rotačním 30mm kanónem. Hlavní údernou zbraň představuje osm protiponorkových raketových torpéd komplexu RPK-3 Metel (v kódu NATO SS-N-14 Silex) umístěných ve čtyřnásobných kontejnerech. Doplňují je dva raketové vrhače hlubinných pum RBU-6000 a dva čtyřhlavňové 533mm torpédomety, ze kterých lze odpalovat střely komplexu RPK-2 Vjuga (v kódu NATO SS-N-15). K obraně proti vzdušným cílům slouží protiletadlové řízené střely Kinžal (v kódu NATO SA-N-9) s dosahem 12 km, umístěné v osmi osminásobných vertikálních vypouštěcích silech. Na zádi je přistávací plošina a hangár pro uskladnění dvou protiponorkových vrtulníků Kamov Ka-27.
Pohonný systém je koncepce COGAG. Jeho výkon je 60 000 hp. Pro plavbu cestovní rychlostí slouží dvě plynové turbíny M62, přičemž v bojové situaci se připojí ještě dvě plynové turbíny typu M8KF. Lodní šrouby jsou dva. Nejvyšší rychlost je 30 uzlů. Dosah je 10 500 nám. mil při rychlosti 14 uzlů.

### Projekt 1155.1
Tato verze obsahovala některé prvky převzaté z torpédoborců třídy Sovremennyj. Původní kanony nahradil 130mm dvojkanón AK-130, systémy AK-630 nahradily dva hybridní systémy blízké obrany Kortik, kombinující 30mm kanóny a řízené střely. Místo raketových torpéd Metel torpédoborec nese osm nadzvukových protilodních střel P-270 Moskit (v kódu NATO SS-N-22 Sunburn) s dosahem 120 km. Původní systém RBU-6000 nahradily dva výkonnější komplety systémy Udav-1. Protiletadlové střely Kinžal a torpédomety zůstaly beze změny. Obvykle je nesen jeden protiponorkový vrtulník Ka-27PL a druhý pro označování cílů Ka-27RT. Nárůst výtlaku byl kompenzován zvýšením výkonu pohonného systému na 65 000 hp. Nejvyšší rychlost dosahuje 30 uzlů.

### Modernizace
Maršál Šapošnikov prodělal jako první modernizaci na standard projekt 1155M. Modernizaci provedla loděnice Dalzavod ve Vladivostoku. Plánována je i u sesterských lodí Admiral Vinogradov a Admiral Lvčenko. Životnost plavidel má být prodloužena nejméně o 10 let. Jejich kategorizace se má změnit z velkých protiponorkových lodí na víceúčelové fregaty. Součástí modernizace je instalace modernější elektroniky i výzbroje (střely Kalibr).